# Paul Severs
Paul Severs (Ukkel, 26 juni 1948 – Anderlecht, 9 april 2019) was een Vlaams zanger, muzikant en liedjesschrijver.

## Biografie

### Beginjaren
Paul Severs groeide op te Huizingen als het voorlaatste kind uit een gezin van zeven. Op college in Halle volgde hij vijf jaar avondlessen piano en kocht hij zijn eerste gitaar. Op zeventienjarige leeftijd werd Severs gevraagd om leadzanger te worden van The Criminals, een lokaal bekende groep met een voornamelijk Engelstalig repertoire. Manager van de groep was pater Pax (Wim de Rooij) van de plaatselijke paterskerk (Minderbroeders Conventuelen). Op aanraden van Pax stuurde de groep een demo op naar muziekproducent Jean Kluger, die op zoek was naar nieuw talent. Kluger bleek niet meteen onder de indruk van de groep, maar zag wel talent in Severs, die hij meer op de voorgrond wilde plaatsen. Bovendien vond hij dat de groep beter klonk in het Nederlands. Onder de naam Paul Severs & The Criminals werd in 1966 een eerste single uitgebracht: Geen wonder dat ik ween, gecomponeerd door Severs met een tekst van Nelly Byl. Het werd echter geen hit, en de volgende singles Met jou bij mij en Geld is maar papier evenmin.

### Successen
Via pater Pax kwam Severs in contact met Sylvain Tack, die zijn nieuwe manager werd. Tack gaf hem een contract bij zijn platenfirma Start, waarna verschillende singles werden uitgebracht. Met Catharina (eind 1969) en Hey baby (1970) bereikte Severs de vijftiende plaats van de Vlaamse hitparade, maar de echte doorbraak volgde later in 1970 met het nummer Ik ben verliefd op jou. Dit lied werd een grote hit in Vlaanderen en stond bijna een half jaar in de hitlijsten genoteerd. Bovendien kende het lied ook veel succes in de Franstalige versie van Crazy Horse (J'ai tant besoin de toi) en in de Engelstalige versie van Octopus (I'm so in love with you).
In de eerste helft van de jaren zeventig scoorde Severs nog meer grote hits. Na het succes van Ik ben verliefd op jou verscheen in oktober 1970 een nieuwe versie van zijn eerste single Geen wonder dat ik ween, dat dit keer wel een hit werd. Ook liedjes als Irina, Vaarwel en tot weerziens, Ieder mens en Ik heb rozen voor je mee behaalden hoge noteringen in de Vlaamse hitparades. In 1974 verschenen de singles Ze komt terug en Lief, die Sylvain Tack actief promootte op zijn zeezender Radio Mi Amigo. Severs presenteerde hier ook wekelijks een verzoekprogramma. Halverwege de jaren zeventig begon de populariteit van Severs echter af te nemen. De samenwerking met Tack stopte, waarna hij onder de hoede werd genomen door Johnny Hoes.
In de jaren tachtig bracht Severs op de muzieklabels Gnome en Telstar vele singles uit, waaronder Dansen in de discotheek, Waarom, ach waarom?, Ik wens je 'n hel hier op aarde en Crazy van jou. Hij behaalde verschillende noteringen in de Vlaamse top 10. Grote successen boekte Severs echter pas weer aan het begin van de jaren negentig: met de singles Zeg 'ns meisje (1991) en Oh little darling (1992, een cover van een lied van G.G. Anderson) bereikte hij de top 10 van de Vlaamse Ultratop. Tegelijkertijd brak hij door in Wallonië, waar de Franstalige versie van Zeg 'ns meisje (getiteld Toutes les filles) een nummer 1-hit werd.
Severs stond in 1994 voor het laatst in de Ultratop met Hé Suzie (een cover van Henk Wijngaard).

### Latere carrière
Paul Severs vierde in 2015 zijn vijftigjarig artiestenjubileum. Hij bracht de laatste jaren regelmatig nieuwe singles uit, waaronder drie duetten met Dennie Damaro en een duet met Dina Rodrigues. In 2018 verscheen zijn laatste album Verborgen parels.
Behalve zijn recentere werk staan ook zijn oudere liedjes regelmatig opnieuw in de belangstelling. Zo werd Geen wonder dat ik ween gebruikt in de film Firmin en fungeerde Oh little darling als begintune voor de VTM-serie Clan. Zijn nummer Ik ben verliefd op jou werd in 2009 opgenomen in de eregalerij van de Vlaamse klassiekers van Radio 2.
In 2011 werd een onderzoek naar Severs gestart nadat hij, tijdens een optreden in Gent, de Hitlergroet had gebracht. Severs gaf later aan dat dit bedoeld was als een grap, zonder bijbedoelingen. 
Op 12 maart 2019 kreeg Severs bij een fietstocht een hartaanval en werd in een kunstmatige coma gehouden. Enkele dagen en weken nadien wisselde zijn toestand tussen stabiel en kritiek alsook tussen natuurlijke coma en bij bewustzijn. Severs overleed op 9 april 2019 in het Erasmusziekenhuis in Anderlecht.

## Discografie

### Albums
| Album met hitnotering(en) in de Vlaamse Ultratop 200 albums | Datum van verschijnen | Datum van binnenkomst | Hoogste positie | Aantal weken | Opmerkingen |
| ----------------------------------------------------------- | --------------------- | --------------------- | --------------- | ------------ | ----------- |
| Zingt Cliff Richard                                         | 1995                  | 21-10-1995            | 26              | 4            |             |
| 30 jaar - zijn grootste hits                                | 1996                  | 17-08-1996            | 13              | 6            |             |
| Olé, Olé met Paul Severs                                    | 2012                  | 11-08-2012            | 49              | 15           |             |
| Een avond met Paul Severs                                   | 2017                  | 03-06-2017            | 21              | 29           |             |
| Verborgen parels                                            | 2018                  | 03-11-2018            | 67              | 15           |             |
| Het beste van Paul Severs - nr. 1                           | 2008                  | 04-05-2019            | 11              | 8            |             |
| Het beste van Paul Severs - nr. 2                           | 2008                  | 04-05-2019            | 14              | 7            |             |

### Singles (hitnoteringen)
| Single met hitnotering(en) in de Vlaamse Ultratop 50 | Datum van verschijnen | Datum van binnenkomst | Hoogste positie | Aantal weken | Opmerkingen                                            |
| ---------------------------------------------------- | --------------------- | --------------------- | --------------- | ------------ | ------------------------------------------------------ |
| Catharina                                            | 1969                  | 01-11-1969            | 15              | 4            |                                                        |
| Hey baby                                             | 1970                  | 28-03-1970            | 15              | 8            | Nr. 4 in de Vlaamse Top 10                             |
| Ik ben verliefd op jou                               | 1970                  | 20-06-1970            | 2               | 24           | Nr. 1 in de Vlaamse Top 10                             |
| Geen wonder dat ik ween                              | 1970                  | 28-11-1970            | 11              | 19           | Nr. 1 in de Vlaamse Top 10                             |
| Irina                                                | 1971                  | 01-05-1971            | 4               | 14           | Nr. 1 in de Vlaamse Top 10                             |
| Vaarwel en tot weerziens                             | 1971                  | 24-07-1971            | 3               | 15           | Nr. 1 in de Vlaamse Top 10                             |
| Ieder mens                                           | 1971                  | 30-10-1971            | 3               | 18           | Nr. 1 in de Vlaamse Top 10                             |
| 'k Hou zo van jou                                    | 1972                  | 05-02-1972            | 8               | 14           | Nr. 3 in de Vlaamse Top 10                             |
| Ween niet mama                                       | 1972                  | 26-02-1972            | 22              | 4            | Nr. 7 in de Vlaamse Top 10                             |
| Liefste meisje                                       | 1972                  | 10-06-1972            | 7               | 12           | Nr. 2 in de Vlaamse Top 10                             |
| Ik heb rozen voor je mee                             | 1972                  | 14-10-1972            | 8               | 15           | Nr. 2 in de Vlaamse Top 10                             |
| Al die tranen in je ogen                             | 1973                  | 10-03-1973            | 17              | 8            | Nr. 2 in de Vlaamse Top 10                             |
| Als de zomer weer zal komen                          | 1973                  | 21-07-1973            | 28              | 2            | Nr. 5 in de Vlaamse Top 10                             |
| Het kind                                             | 1973                  | 08-09-1973            | 25              | 1            | Nr. 3 in de Vlaamse Top 10                             |
| Lief                                                 | 1974                  | 18-05-1974            | 29              | 3            | Nr. 7 in de Vlaamse Top 10                             |
| Return to me                                         | 1975                  | 22-03-1975            | 23              | 2            |                                                        |
| Niki pas op!                                         | 1976                  | 18-09-1976            | 24              | 3            | Nr. 3 in de Vlaamse Top 10                             |
| Zeg 'ns meisje                                       | 1991                  | 19-10-1991            | 8               | 11           | Nr. 2 in de Vlaamse Top 10                             |
| Oh little darling                                    | 1992                  | 07-03-1992            | 4               | 12           | Nr. 1 in de Vlaamse Top 10                             |
| Jij bent mijn idool                                  | 1992                  | 01-08-1992            | 37              | 5            | Nr. 7 in de Vlaamse Top 10                             |
| Ik zie 't in je ogen                                 | 1992                  | 26-12-1992            | 49              | 1            | Nr. 9 in de Vlaamse Top 10                             |
| Hé Suzie                                             | 1994                  | 07-05-1994            | 37              | 9            | Nr. 3 in de Vlaamse Top 10                             |
| Geen wonder dat ik ween [Remix 2007]                 | 2007                  | 24-03-2007            | tip12           | -            | Nr. 9 in de Vlaamse Top 10                             |
| Marieke                                              | 2013                  | 23-02-2013            | tip27           | -            | met Dennie Damaro / Nr. 2 in de Vlaamse Top 10         |
| Mooie meisjes                                        | 2013                  | 18-05-2013            | tip33           | -            | met Dennie Damaro / Nr. 9 in de Vlaamse Top 10         |
| 's Nachts na 2'en                                    | 2013                  | 26-10-2013            | tip42           | -            | met Dennie Damaro / Nr. 8 in de Vlaamse Top 10         |
| Niet te doen                                         | 2015                  | 14-03-2015            | tip80           | -            | Nr. 40 in de Vlaamse Top 50                            |
| Vanavond zet ik de bloemetjes eens buiten            | 2015                  | 04-07-2015            | tip87           | -            | Nieuwe versie / Nr. 45 in de Vlaamse Top 50            |
| Jouw ogen                                            | 2015                  | 09-01-2016            | tip             | -            | Nr. 36 in de Vlaamse Top 50                            |
| Lief meisje                                          | 2016                  | 12-03-2016            | tip             | -            | Nr. 37 in de Vlaamse Top 50                            |
| Ik heb 'n oogje op jou                               | 2016                  | 17-09-2016            | tip             | -            | met Dina Rodrigues / Nr. 42 in de Vlaamse Top 50       |
| Waarom ach waarom                                    | 2016                  | 03-12-2016            | tip             | -            | Nieuwe versie                                          |
| Klop driemaal op m'n deur                            | 2017                  | 05-08-2017            | tip             | -            | Nieuwe versie                                          |
| Ze komt terug                                        | 2017                  | 16-09-2017            | tip             | -            | Nieuwe versie                                          |
| 'k Zou willen vliegen                                | 2018                  | 03-02-2018            | tip             | -            | met Bart Anneessens Cops / Nr. 29 in de Vlaamse Top 50 |
| Ik zag tranen in je ogen                             | 2017                  | 27-10-2018            | tip             | -            | Nieuwe versie / Nr. 43 in de Vlaamse Top 50            |

### Overige singles
- Meisjelief I want you / Geen wonder dat ik ween (1967, met The Criminals)
- Met jou bij mij (1967, met The Criminals)
- Je foto aan de muur / Geld is maar papier (1968, met The Criminals)
- Jeannie my girl Jeannie (1969)
- De meisjes van de haven (1970)
- J'ai tant le mal de toi (1970)
- El sol (1972, met Rafael Moreno)
- Kom terug (1973)
- Ze komt terug (1973, Nr. 4 in de Vlaamse Top 10)
- Een traan in je ogen (1974, Nr. 4 in de Vlaamse Top 10)
- Vergeef 't mij (1975, Nr. 6 in de Vlaamse Top 10)
- Rozen zonder doornen (1975, Nr. 4 in de Vlaamse Top 10)
- Die eerste zoen (1976, Nr. 4 in de Vlaamse Top 10)
- Rocky (1976, Nr. 5 in de Vlaamse Top 10)
- Vrij! (1976, Nr. 5 in de Vlaamse Top 10)
- Sylvia (1977, Nr. 4 in de Vlaamse Top 10)
- Kom terug naar huis / Jij bent amper 16 jaar (1977, Nr. 4 in de Vlaamse Top 10)
- 't Meisje van mijn dromen (1978, Nr. 5 in de Vlaamse Top 10)
- Dat is 't einde van de wereld niet (1979, Nr. 3 in de Vlaamse Top 10)
- Mammie, mag m'n popje naar de hemel met me mee (1980, Nr. 6 in de Vlaamse Top 10)
- Ik beloof je (1980, Nr. 5 in de Vlaamse Top 10)
- Dansen in de discotheek (1981, Nr. 5 in de Vlaamse Top 10)
- Oh Danny boy (1981, Nr. 6 in de Vlaamse Top 10)
- Hij was 'n arme vissersknaap (1982, Nr. 4 in de Vlaamse Top 10)
- Waarom ach waarom? / Ver van huis (1982, Nr. 7 in de Vlaamse Top 10)
- 's Nachts hoor ik je dikwijls wenen (1983)
- Hallo mevrouw (1983, Nr. 5 in de Vlaamse Top 10)
- Anna Marie Helena (1984, Nr. 5 in de Vlaamse Top 10)
- Ik wens je 'n hel hier op aarde (1984, Nr. 8 in de Vlaamse Top 10)
- Slow (1985, Nr. 3 in de Vlaamse Top 10)
- De kusjesdans (1985, Nr. 5 in de Vlaamse Top 10)
- Hey deejay (1986, Nr. 2 in de Vlaamse Top 10)
- Blauwe nacht (1986, Nr. 7 in de Vlaamse Top 10)
- Alleen voor jou (1987, Nr. 3 in de Vlaamse Top 10)
- Mona Lisa (1987, Nr. 3 in de Vlaamse Top 10)
- 'k Zou willen vliegen (1987, Nr. 4 in de Vlaamse Top 10)
- Crazy van jou (1988, Nr. 6 in de Vlaamse Top 10)
- Als de koude winter weer verdwijnt (1988, Nr. 2 in de Vlaamse Top 10)
- Maar toen kwam jij (1989, Nr. 9 in de Vlaamse Top 10)
- Don't cry chérie (1989, Nr. 7 in de Vlaamse Top 10)
- Loop niet voorbij (1989, Nr. 7 in de Vlaamse Top 10)
- Dans met mij Corinna (1990)
- Ik heb gedroomd van jou (1990)
- Kom dichterbij (1991)
- 'n Heel klein vuur (1993, Nr. 7 in de Vlaamse Top 10)
- Waarom, zeg me waarom (1993, Nr. 7 in de Vlaamse Top 10)
- Heel alleen (1993, Nr. 8 in de Vlaamse Top 10)
- Ik wil dansen (1994, Nr. 7 in de Vlaamse Top 10)
- Sterrennacht met jou (1994, Nr. 7 in de Vlaamse Top 10)
- Rode lippen moet je kussen (1995)
- Doe je ogen toe (1995)
- Er is niemand (1995)
- Hopsa faldera (1996)
- Kleine vogel (1996)
- Lief meisje (1996)
- Kom dan bij mij (1997)
- Liefde is 'n symfonie (1997)
- Da's leuk (1997)
- Ik zou zo graag voor altijd bij je zijn (1998)
- Tilt (1998)
- Leg je hoofd op m'n schouder (1998)
- In de lente gaan we naar Venetië (1998)
- 'n Sneeuwwitte bruidsjurk (1998)
- I am so sorry (1999)
- Tranen in de sneeuw (2000)
- Iedereen maakt wel eens fouten (2000)
- Oh Donna (2001)
- Wat is 't leven bij jou (2001)
- Dans nog eenmaal 'n slow met mij (2002)
- Zomer (2002)
- Ma petite Française (2004, Nr. 6 in de Vlaamse Top 10)
- Meisjes uit Vlaanderen (2004)
- My love / Als Elvis in Hawaii (2007)
- Meisje van hierboven (2010)
- Als jij maar bij me bent (2014)
- Zomer (remix) (2018)
- Vrolijk kerstfeest (2018)